# Mindre nandu
Mindre nandu (Rhea pennata) är en fågel i familjen nanduer inom ordningen nandufåglar.

## Utseende och anatomi
Mindre nandu når stående en höjd av 90 till 100 centimeter och har större vingar än andra strutsliknande fåglar som gör att den kan springa särskilt bra. Den kan nå en fart på 60 km/h vilket möjliggör en effektiv flykt från predatorer. De skarpa klorna på tårna är effektiva vapen.

## Systematik
Nanduerna är endemiska för Sydamerika och familjen omfattar bara en ytterligare art, större nandu. Fossil från eocen, cirka 40 miljoner år gamla, indikerar att de är bland de äldsta fåglarna på kontinenten. Tidigare behandlades taxonen i familjen nanduer som tillhörande de enda släktet Rhea. Senare forskning föreslår att familjen delas upp i det ytterligare släktet Pterocnemia som mindre nandu placeras i, men det råder inte konsensus kring detta.
Mindre nandu delas vanligen in i tre underarter med följande utbredning:
tarapacensis/garleppi-gruppen – av vissa föreslagna som egen art, Rhea tarapacensis
- Rhea pennata garleppi – förekommer i ökenområden i puna i sydöstra Peru, sydvästra Bolivia och nordvästra Argentina.
- Rhea pennata tarapacensis – förekommer i puna i norra Chile, från Provincia de Arica till Atacama

pennata-gruppen
- Rhea pennata pennata – förekommer på de patagonska stäpperna i södra Argentina och södra Chile.

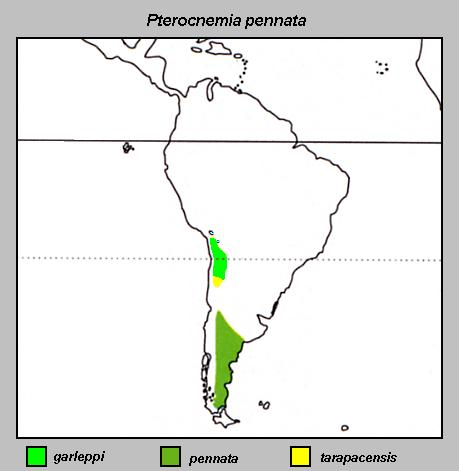
Ljusgrön: garleppi, Olivgrön: pennata, Gul:tarapacensis

## Biotop
Mindre nandun lever i områden med buskmarker i Patagoniens grässlätter och på Andernas platåer, igenom Argentina, Bolivia, Chile och Peru. Honorna lägger ofta äggen i närheten av boet snarare än i det och de flesta av äggen flyttas till boet av hanen som är den som ruvar. De ägg som lämnas utanför boet förruttnar och attraherar flugor vilka utgör föda åt hanen och ungarna. Utanför häckningssäsongen är den mindre nandun rätt social. Den lever i grupper från fem till 30 fåglar av båda könen och i olika åldrar. 

## Status och hot
Arten har ett stort utbredningsområde, men tros minska i antal, dock inte tillräckligt kraftigt för att den ska betraktas som hotad. Internationella naturvårdsunionen IUCN listar arten som livskraftig (LC).

## Namn
Lokalt är fågeln känd under ett antal namn som suri, choique, ñandú petiso, eller ñandú del norte.